# Sminthopsis virginiae
Sminthopsis virginiae é uma espécie de marsupial da família Dasyuridae.
- Nome Científico: Sminthopsis virginiae (de Tarragon, 1847)

- Sinônimo do nome científico da espécie: Sminthopsis rufigenis, Sminthopsis lumholtzi, Phascogale rona;

## Características
Esta espécie tem uma pelagem vermelha em torno do pescoço e cabeça, o corpo é cinzento no dorso e branco ou creme palido no ventre. Mede 8–13 cm de comprimento e a cauda de 8–13 cm, tem orelhas grandes e seu peso varia entre 18-75 gramas. A cauda é fina e rosa pálido.

## Hábitos alimentares
Sua dieta inclui principalmente pequenos répteis;

## Características de reprodução
A reprodução acontece de outubro a março. Os filhotes são gestados por 15 dias e desmamados ao 65-70 dias.

## Habitat
Habita bosques florestas abertas de solos rochosos, pradarias, savanas, pantanos e florestas tropicais;

## Distribuição Geográfica
Norte de Queensland, Norte do Território do Norte, Ilha Aru, Sul de Nova Guiné;

## Subespécies
- Subespécie: Sminthopsis virginiae lumholtzi? (Iredale e Troughton, 1934)

Sinônimo do nome científico da subespécie: Sminthopsis lumholtzi;
Nota: Considerado sinônimo de Sminthopsis virginiae virginiae;
Local: Vale Herbert, Queensland;
- Subespécie: Sminthopsis virginiae nitela (Collett, 1897)

Sinônimo do nome científico da subespécie: Sminthopsis nitela;
Nome Popular: Dunnart-do-rio-Daly;
Local: Território do Norte, Austrália Ocidental;
- Subespécie: Sminthopsis virginiae rona? (Tate e Archbold, 1936)

Sinônimo do nome científico da subespécie: Phascogale rona;
Nota: Considerado sinônimo de Sminthopsis virginiae;
Local: Rio Rona, no centro de Nova Guiné;
- Subespécie: Sminthopsis virginiae rufigenis (Thomas, 1922)

Sinônimo do nome científico da subespécie: Sminthopsis rufigenis;
Local: Nova Guiné e ilhas vizinhas;
- Subespécie: Sminthopsis virginiae virginiae (Tarragon, 1847)

Sinônimo do nome científico da subespécie: Phascogale virginiae;
Nome Popular: Dunnat-de-pescoço-vermelho-de-Queensland;
Local: Mackay até a Península do Cabo York, Queensland;